# Сассекс (Вірджинія)
Сассекс (англ. Sussex) — переписна місцевість (CDP) в США, в окрузі Сассекс штату Вірджинія. Населення — 181 особа (2020).

## Географія
Сассекс розташований за координатами 36°55′2″ пн. ш. 77°16′19″ зх. д. / 36.91722° пн. ш. 77.27194° зх. д. (36.917359, -77.271869).  За даними Бюро перепису населення США в 2010 році переписна місцевість мала площу 12,17 км², уся площа — суходіл.

## Демографія
Згідно з переписом 2010 року, у переписній місцевості мешкало 256 осіб у 68 домогосподарствах у складі 48 родин. Густота населення становила 21 особа/км².  Було 71 помешкання (6/км²).
Расовий склад населення:
| - 52,0 % — чорних або афроамериканців - 45,7 % — білих - 2,0 % — корінних американців |

До двох чи більше рас належало 0,0 %. Частка іспаномовних становила 3,1 % від усіх жителів.
За віковим діапазоном населення розподілялося таким чином: 15,2 % — особи молодші 18 років, 76,6 % — особи у віці 18—64 років, 8,2 % — особи у віці 65 років та старші. Медіана віку мешканця становила 40,8 року. На 100 осіб жіночої статі у переписній місцевості припадало 175,3 чоловіків;  на 100 жінок у віці від 18 років та старших — 193,2 чоловіків також старших 18 років.
За межею бідності перебувало 33,3 % осіб, у тому числі 100,0 % дітей у віці до 18 років та 0,0 % осіб у віці 65 років та старших.
Цивільне працевлаштоване населення становило 46 осіб. Основні галузі зайнятості: публічна адміністрація — 32,6 %, інформація — 26,1 %, освіта, охорона здоров'я та соціальна допомога — 17,4 %, роздрібна торгівля — 13,0 %.